# 33e bataillon de tirailleurs sénégalais
Le 33e Bataillon de Tirailleurs Sénégalais (ou 33e BTS) est un bataillon français des troupes coloniales.

## Création et différentes dénominations
- -: Formation du 33e Bataillon de Tirailleurs Sénégalais

## Historique des garnisons, combats et batailles du33eBTS
Employé aux ateliers de chargement de munitions de Montluçon
- 07/07/1916: Le bataillon reçoit 130 tirailleurs du 81e BTS
- 08/04/1917: Les derniers éléments du bataillon encore présent aux ateliers regagnent Fréjus. Ils sont relevés par la 4e compagnie du 83e BTS

### Sources et bibliographie
Mémoire des Hommes